# سیارک ۸۰۰۵
سیارک ۸۰۰۵ (به انگلیسی: 8005 Albinadubois، نامگذاری:1988MJ) هشت هزار و پنجمین سیارک کشف شده‌است که در ۱۶ ژوئن ۱۹۸۸ کشف شد.
قدر مطلق سیارک برابر ۱۲٫۹۰ است.